# Гриценко, Иван Сергеевич
Иван Сергеевич Гриценко (род. 26 сентября 1957 года, Байбузы) — советский и украинский учёный, декан юридического факультета Киевского национального университета имени Тараса Шевченко, доктор юридических наук.

## Биография
Родился 26 сентября 1957 года в селе Байбузы, Черкасский район, Черкасская область.
В 1979 году окончил Киевский государственный университет им. Т. Г. Шевченко с отличием по специальности «История», квалификация — историк, преподаватель истории и обществоведения.
Работал на кафедре истории КПСС для естественных факультетов в течение 1983—1998 годов. В 1990 году стал доцентом.
В 1986 году защитил кандидатскую диссертацию, в 2008 году — докторскую диссертацию «Становление и развитие научных взглядов на основные институты отечественного административного права».
В течение 2001—2008 годов возглавлял Финансово-правовой колледж Киевского национального университета имени Тараса Шевченко. В 2008 году работал на кафедре теории государства и права юридического факультета университета. С декабря 2008 года по июнь 2020 года декан юридического факультета Киевского национального университета имени Тараса Шевченко. С 2011 года — профессор, заведовал кафедрой административного права. Преподавал историю украинского права, историю правовой мысли в Киевском университете, нормативный и спецкурс по административному праву.
23 сентября 2022 года возглавил Учебно-научный институт непрерывного образования и туризма Национального университета биоресурсов и природопользования.
Направления научных исследований — подзаконные нормативные акты в правовой системе Украины, технология законотворчества (законодательная техника), высшие органы государственной власти УНР.
Автор более 50 работ, среди них пять учебных пособий, в частности «Гомон веков» (Науч. Пособие для 5-го класса общеобразовательной школы. — К., 1993) был отмечен ежегодной премией имени Тараса Шевченко Киевского национального университета имени Тараса Шевченко (1996).
Награждён Почетной грамотой Министерства образования Украины.
В то же время Гриценко подвергается критике, так как возглавляет юридический факультет, не имея профильного юридического образования. Также имели место подозрения в коррупционной деятельности, связанной с работой Финансово-правового колледжа и защитой диссертаций.
Национальное агентство по обеспечению качества высшего образования делало заявление об обнаруженном плагиате в научных работах Гриценко.

## Труды
- Політична історія XX століття (К., 1990);
- Історія української та зарубіжної культури. Навч. посібник. (К., 1999);
- Історія України. Курс лекцій (К., 1991, 1992, 1999);
- Основи етнодержавства (К., 1999);
- Етнічна історія і державність українців (К., 1999);
- М. Д. Іванішев — засновник історико-правової школи св. Володимира (К., 2000);
- Історія сучасного світу (К., 2000);
- Історія українського права (К., 2000);
- Предмет адміністративного права у його історичному розвитку (К., 2005);
- Основні історичні етапи наукових досліджень інституту адміністративного примусу (К., 2005).